# Feliniopsis hosplitoides
Feliniopsis hosplitoides är en fjärilsart som beskrevs av François Louis Nompar de Caumont de Laporte 1979. Feliniopsis hosplitoides ingår i släktet Feliniopsis och familjen nattflyn. Inga underarter finns listade i Catalogue of Life.